# NS 2900 (diesellocomotief)

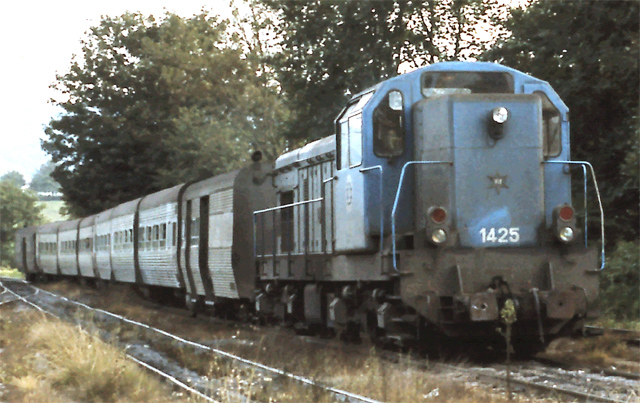
FEVE 1425 (ex-NS 2905) met Talgo-rijtuig te El Berrón.

De NS-locserie 2900 is een kleine serie van vijf dieselelektrische locomotieven die tussen 1970 en 1974 werd ingezet door de Nederlandse Spoorwegen. Ze werden in 1970 door de NS overgenomen van de Staatsmijnen.

## Geschiedenis

### Staatsmijnen
Naar aanleiding van een demonstratie in 1955 met een door General Motors en Electro-Motive Division gebouwde diesellocomotief G12 7707 in diverse Europese landen, waaronder Nederland, plaatsten de Staatsmijnen een bestelling van vijf locomotieven.
De locomotieven werden in 1956-1959 gebouwd door Henschel & Sohn, sinds 1957 Henschel-Werke geheten, in Kassel in licentie van de Electro-Motive Division (EMD), onderdeel van General Motors. EMD bouwde de dieselmotoren, de tractiemotoren werden door Smit Slikkerveer gebouwd naar een voorbeeld van EMD. De locomotieven waren technisch gelijk aan het type G12 van EMD. Uiterlijk verschilden de locomotieven door een hogere cabine, en extra ramen voor een beter zicht rondom. Op 20-01-1955 werd de eerste locomotief besteld, de Staatsmijnen nummerde de locomotieven 151-155.
De 151 was tevens de eerste door Henschel in licentie gebouwde GM-locomotief en werd op 29-04-1956 op de transportexpositie in Hannover tentoongesteld. De 151 kwam op 15-05-1956 in dienst. De 152-155 werden in 1958 en 1959 aan de Staatsmijnen geleverd. De 151 had een hogere cabine dan de andere vier locs. Voor de 152-155 werd de cabine verlaagd ten opzichte van de 151. De vijf locomotieven kregen elk een andere kleur, waarbij het patroon van de beschildering wel overeenkwam. De 151 was blauw, de 152 groen, de 153 oranje, de 154 rood en de 155 grijs.
Tot 1970 (de 155 tot 1971) deden zij dienst voor het trekken van kolentreinen over het mijnspoor Staatsmijn Maurits - Staatsmijn Hendrik, van de mijnen in Brunssum en Hoensbroek naar Nuth en de haven in Stein.

### Nederlandse Spoorwegen
Door de sluiting van de mijnen werden de locomotieven overbodig en vervolgens aan de NS verkocht die ze goed kon gebruiken door de groei van het treinverkeer na 'Spoorslag '70'. In dezelfde periode werden ook de locs serie 1500 van British Rail overgenomen.
De NS deelde de locomotieven in in de serie 2900. Dit was tevens de eerste serie diesellocomotieven in de nieuwe grijs-gele huisstijl. Machinisten die een qua motorvermogen zwakkere NS 2200 gewend waren hadden nog weleens last van wielslip bij het aanzetten.
Zij deden slechts ruim vier jaar dienst bij de NS, voornamelijk vanuit Zwolle. Door reorganisatie van het goederenvervoer (waaronder sluiting van verschillende goederenspoorlijnen) waren er na enkele jaren minder locomotieven nodig en de kleine serie 2900, die bovendien veel storingen had, werd in 1975 buiten dienst gesteld.

### Ferrocarriles de Vía Estrecha
In datzelfde jaar 1975 werden zij naar Spanje verkocht waar zij bij de Ferrocarriles de Vía Estrecha (FEVE) in een blauwe kleurstelling en met de nummers 1421-1425 dienstdeden op de spoorlijn tussen Gijón en Lagreo/Laviana. Nadat deze spoorlijn in 1982 werd omgebouwd tot smalspoor met een spoorwijdte van 1000 mm, werden de 1421-1425 buiten dienst gesteld en gesloopt.

## Overzicht
| Fabrieksnummer | SM nummer | Bouwjaar | Kleur (SM) | NS nummer | FEVE nummer | Bijzonderheden   |
| -------------- | --------- | -------- | ---------- | --------- | ----------- | ---------------- |
| 29100          | 151       | 1956     | blauw      | 2901      | 1421        | verkleide cabine |
| 29162          | 152       | 1958     | groen      | 2902      | 1422        | verkleide cabine |
| 29163          | 153       | 1958     | oranje     | 2903      | 1423        | verkleide cabine |
| 29637          | 154       | 1959     | rood       | 2904      | 1424        | verkleide cabine |
| 29638          | 155       | 1959     | grijs      | 2905      | 1425        | verkleide cabine |